# Süper Lig
Süper Lig er Tyrkiets bedste nationale fodboldliga og den mest populære sportsturnering i landet. Ligaen administreres af tyrkiets forboldforbund.
Ligaen blev etableret i 1959 som et forsøg på at forene nogle af de mange regionale ligaer, der blev afviklet i landet. Sæsonen begynder hvert år i august og slutter i maj med en månedlang pause i december og januar. De 18 klubber i ligaen spiller hver to gange mod hinanden. De tre dårligst placerede hold ryker ned, og afløses af tre oprykkere. 
Ved afslutningen af 2008/09 sæsonen kvalificerer mesterholdet sig direkte til Champions League-gruppespillet. Nr. to indtræder i 2. kvalifikationsrude til Champions League. Nr. 3 kvalificerer sig til 3. kvalifikationsrunde, nummer 4 kvalificerer sig til anden kvalifikationsrunde og den tyrkiske pokalvinder kvalificerer sig til 4. kvalifikationsrunde til UEFA Cup'en.

## Kronologisk liste over seriemestre
| - 1959: Fenerbahçe (1) - 1959–60: Beşiktaş (1) - 1960–61: Fenerbahçe (2) - 1961–62: Galatasaray (1) - 1962–63: Galatasaray (2) - 1963–64: Fenerbahçe (3) - 1964–65: Fenerbahçe (4) - 1965–66: Beşiktaş (2) - 1966–67: Beşiktaş (3) - 1967–68: Fenerbahçe (5) - 1968–69: Galatasaray (3) - 1969–70: Fenerbahçe (6) - 1970–71: Galatasaray (4) | - 1971–72: Galatasaray (5) - 1972–73: Galatasaray (6) - 1973–74: Fenerbahçe (7) - 1974–75: Fenerbahçe (8) - 1975–76: Trabzonspor (1) - 1976–77: Trabzonspor (2) - 1977–78: Fenerbahçe (9) - 1978–79: Trabzonspor (3) - 1979–80: Trabzonspor (4) - 1980–81: Trabzonspor (5) - 1981–82: Beşiktaş (4) - 1982–83: Fenerbahçe (10) - 1983–84: Trabzonspor (6) | - 1984–85: Fenerbahçe (11) - 1985–86: Beşiktaş (5) - 1986–87: Galatasaray (7) - 1987–88: Galatasaray (8) - 1988–89: Fenerbahçe (12) - 1989–90: Beşiktaş (6) - 1990–91: Beşiktaş (7) - 1991–92: Beşiktaş (8) - 1992–93: Galatasaray (9) - 1993–94: Galatasaray (10) - 1994–95: Beşiktaş (9) - 1995–96: Fenerbahçe (13) - 1996–97: Galatasaray (11) | - 1997–98: Galatasaray (12) - 1998–99: Galatasaray (13) - 1999–00: Galatasaray (14) - 2000–01: Fenerbahçe (14) - 2001–02: Galatasaray (15) - 2002–03: Beşiktaş (10) - 2003–04: Fenerbahçe (15) - 2004–05: Fenerbahçe (16) - 2005–06: Galatasaray (16) - 2006–07: Fenerbahçe (17) - 2007–08: Galatasaray (17) - 2008–09: Beşiktaş (11) - 2009–10: Bursaspor (1) | - 2010–11: Fenerbahçe (18) - 2011–12: Galatasaray (18) - 2012–13: Galatasaray (19) - 2013–14: Fenerbahçe (19) - 2014–15: Galatasaray (20) - 2015–16: Beşiktaş (12) - 2016-17: Beşiktaş (13) - 2017–18: Galatasaray (21) - 2018–19: Galatasaray (22) - 2019–20: İstanbul Başakşehir (1) - 2020-21: Beşiktaş (14) - 2021-22: Trabzonspor (7) - 2022-23: Galatasaray (23) - 2023-24: Galatasaray (24) |